# أنسيلو لي
أنسيلو لي (بالإنجليزية: Anselo Lee)‏ هو فيلم أمريكي فيلم درامي  صامت عام 1915 من إخراج هاري هاندوورث وبطولة أنطونيو مورينو ، نعومي تشايلدرز و دونالد هول، يحكي قصة شاب وسيم من الغجر ينقذ فتاة المجتمع من الغرق يقع الاثنان في الحب، حول بينهما الأحداث واعتراضات قوية من كلا الجانبين حيث لا توافق عائلاتها على هذا الحب، تم تصويره في ليك بلاسيد، نيويورك من إنتاج شركة فيتاغراف الأمريكية.